# 浦戸一揆

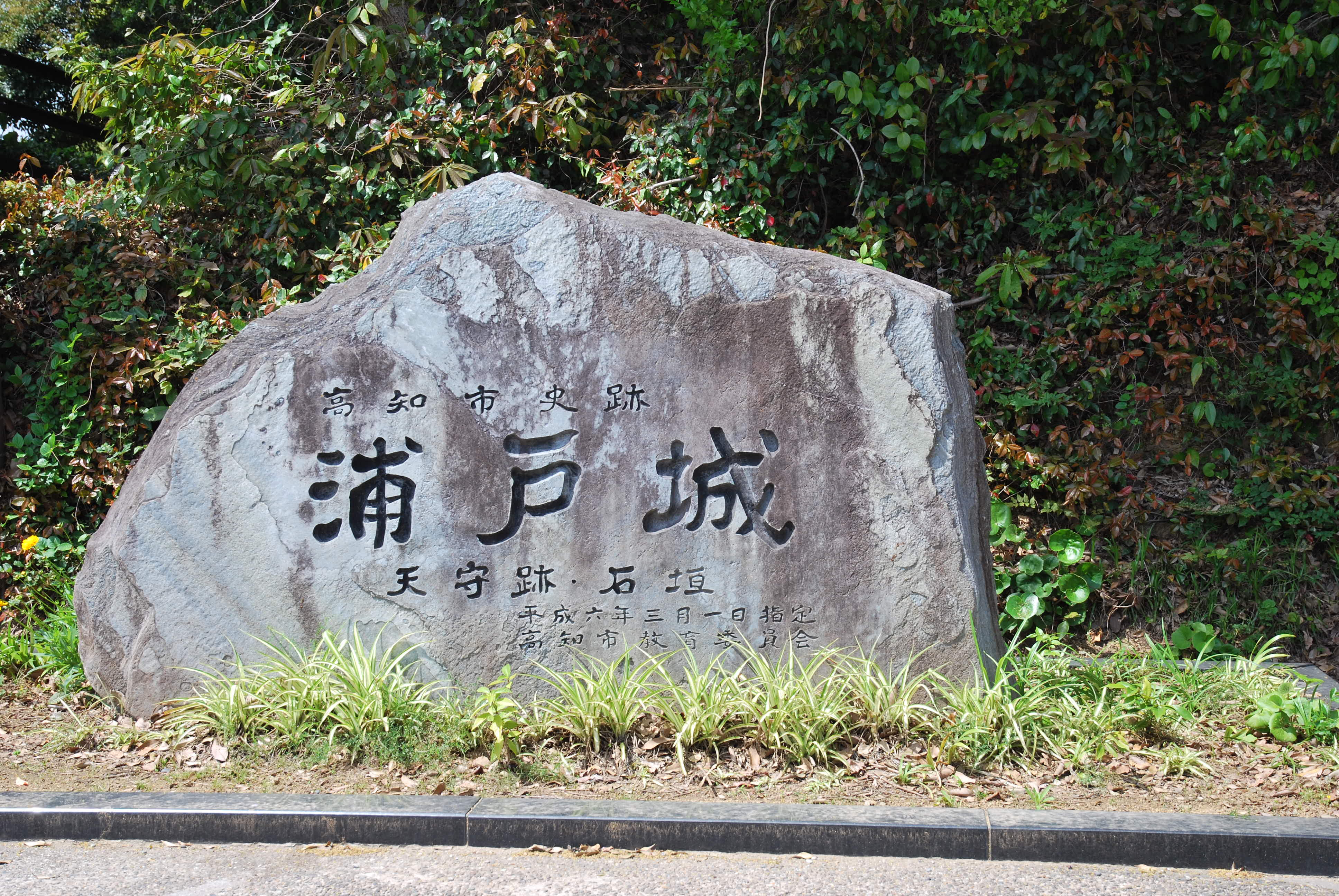
浦戸城の碑

浦戸一揆（うらどいっき）は、慶長5年（1600年）の関ヶ原の戦いの結果改易処分となった長宗我部氏の家臣が本拠地の浦戸城の明け渡しに反対して起こした一揆。

## 概要
関ヶ原の戦いに敗れた土佐国の長宗我部盛親は帰国も許されないまま改易され、追放処分を受けた。同年、徳川家康は井伊直政の家臣を上使として土佐国に派遣して当時の本拠地であった浦戸城を接収させようとした。だが、これに反発した長宗我部氏の家臣は開城を拒んで一揆を起こし、却って宿所であった雪蹊寺を1万7千人で包囲した。これに激怒した徳川家康は四国諸大名に土佐への派兵を命じた。一方、長宗我部氏の家臣の間では重臣級の「年寄方」と一領具足級の「家中方」の間で意見の対立が生じ、これをきっかけに一部の重臣が策謀をもって浦戸城の一揆軍を城外に締め出し、12月1日に動揺した一揆軍を浦戸城外で破った。その結果、12月5日に浦戸城の接収作業は完了し、翌慶長6年1月8日（1601年2月10日）新領主の山内一豊が浦戸城に入城した。大坂城の家康の元に送られた一揆方の首級は173と伝えられ、その後も残党狩りが行われた。
一揆の背景として、主戦派ではない長宗我部氏に対する過酷な処分に対する反発と言うものもあるが、長宗我部氏独特の一領具足の軍制との関係も言われている。この制度は当時中央（織田・豊臣・徳川政権）で進められていた兵農分離と逆行する性格を有しており、土佐の支配者が現地とは無関係な織田・豊臣家臣出身の山内氏に代わることで一領具足の身分剥奪につながることは明らかであった。このことは、武士身分として内外に認められる存在であった重臣が最終的に接収に応じて一揆鎮圧に協力した姿勢と武士身分の剥奪を恐れた一領具足の抵抗の姿勢という温度差になって現れたと言える。
新領主の山内一豊は長宗我部氏時代の政策の尊重を掲げ、「年寄方」の一部を土佐藩の上士として迎えた一方、兵農分離は不完全となり、一領具足は郷士として抱えることになる。

## 備考
- 『土佐物語』巻第二十において、一揆方の討ち取られた首は273と記されている（大将8名を含む）。一揆の物頭は竹ノ内惣左衛門（大将が討ち取られた後に討死）。一領具足の大将は、吉川善助・徳井佐亀之助・池田又兵衛・野村孫右衛門・福良助兵衛・歳岡彦兵衛・下元十兵衛・近藤五兵衛と記述されている。